# 孟加拉国签证政策

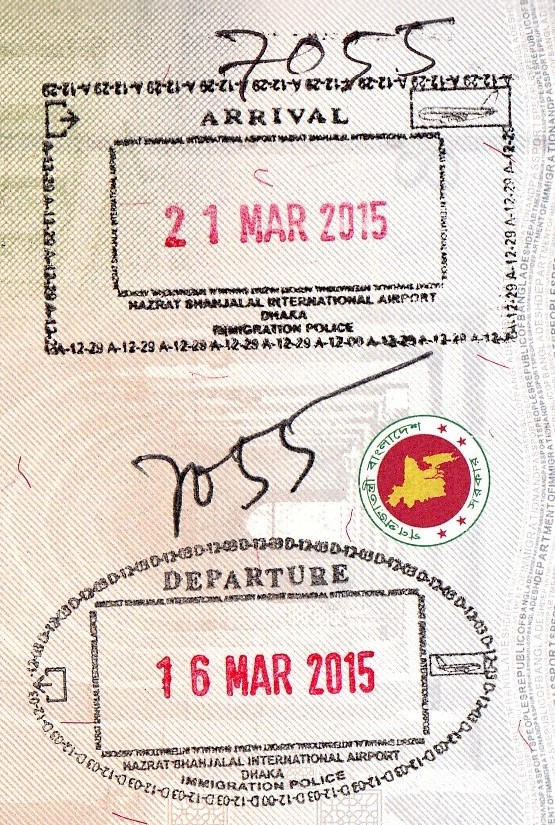
孟加拉出入境印

作为主权国家，外国人进入孟加拉国须得到该国政府的许可。孟加拉国签证可以在其驻世界各国的大使馆和领事馆申请，签证延期可以在孟加拉国移民和护照局办理。世界上绝大多数国家的国民进入孟加拉国要提前申请签证。

## 分佈地圖

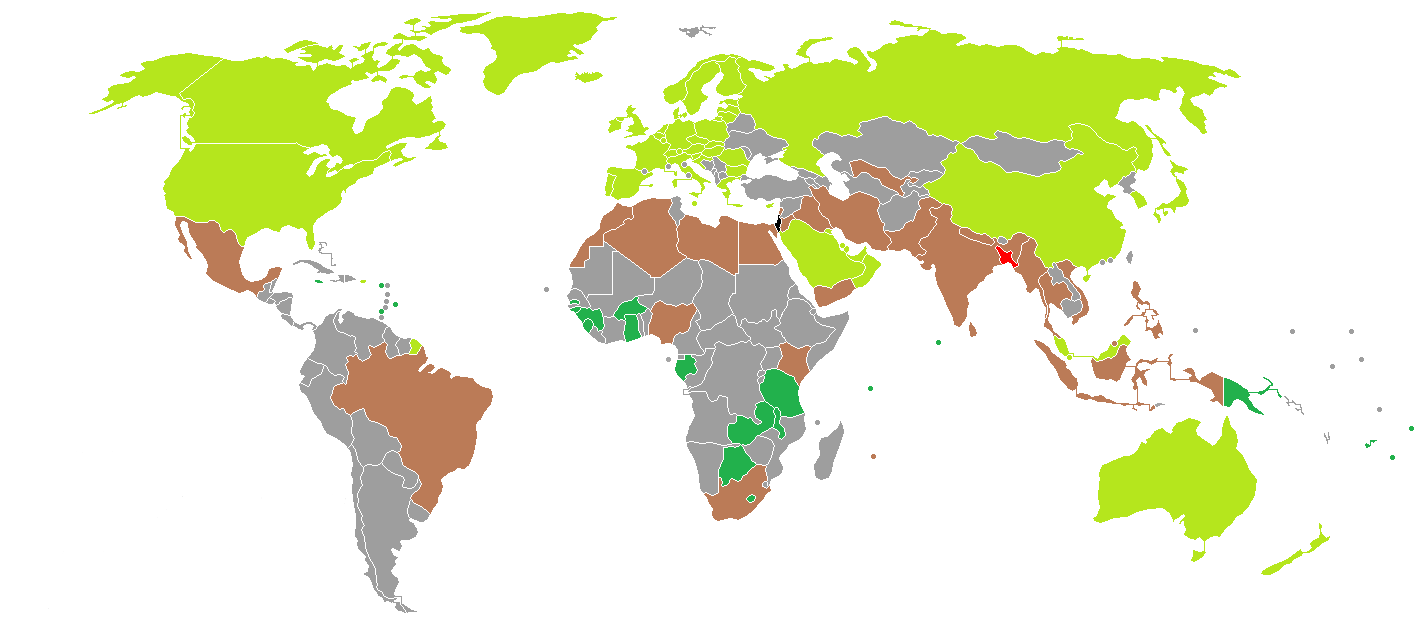
孟加拉
免簽證
落地簽證
落地簽證但需要提前準備相關文件
落地簽證 (有限度)
禁止入境

## 免簽證
根據IATA，以23個國家公民前往孟加拉可豁免簽證:
| - 不丹 - 布吉納法索 - 斐济 - 加彭 | - 格瑞那達 - 几内亚 - 牙买加 - 賴索托 - 马拉维 - 馬爾地夫 | - 圣基茨和尼维斯 - 萨摩亚 - 塞舌尔 - 坦桑尼亚 - 尚比亞 |  |

根據孟加拉駐美國紐約領使館， 愛爾蘭公民無需辦理簽證。

## 落地簽證

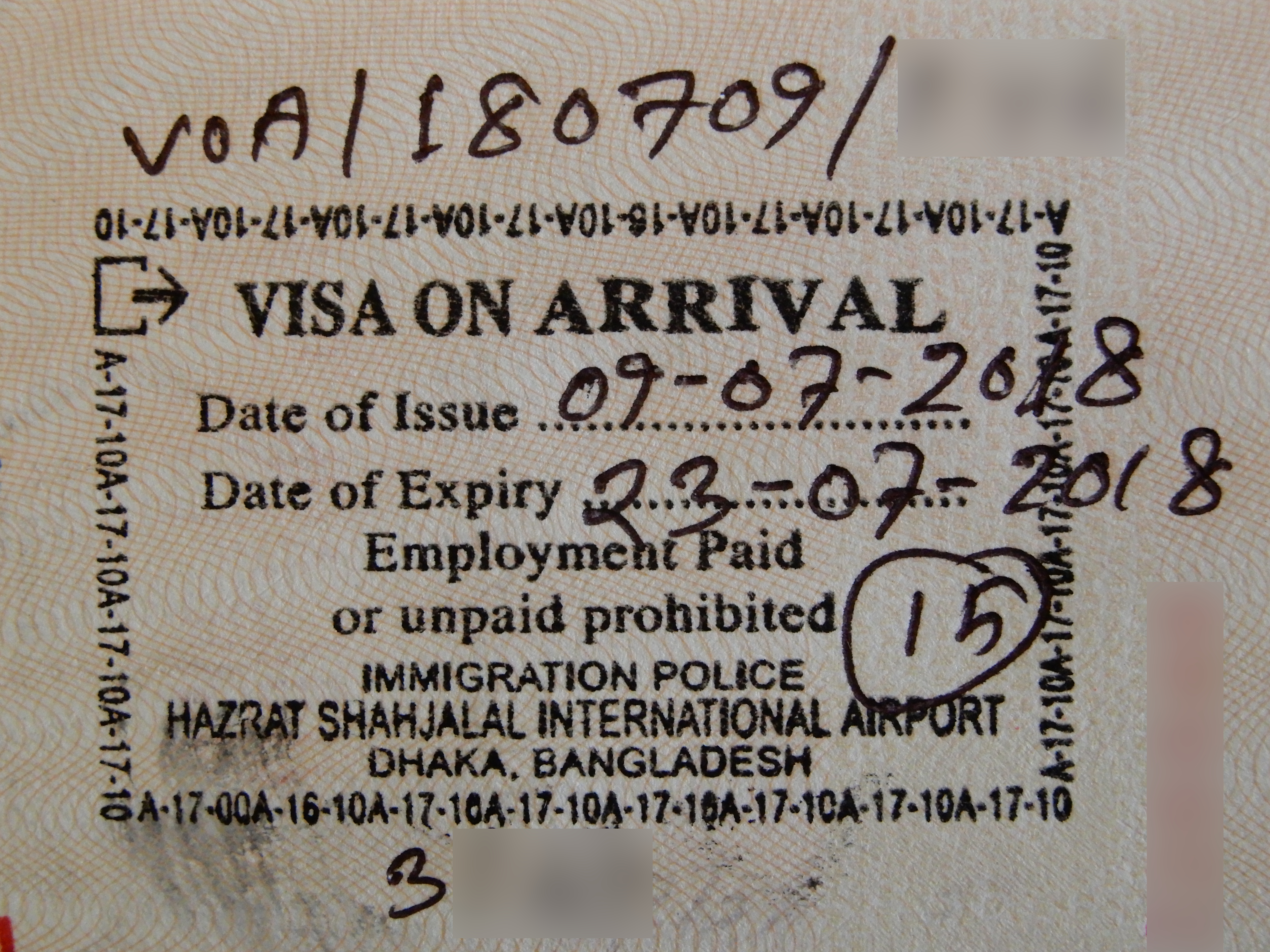
于达卡沙阿贾拉勒国际机场签发给中国公民的孟加拉国落地签证

孟加拉落地签需要材料：1 50美金  2 回程机票 3 证明你旅途目的的文件 
According to data provided by IATA, the following countries are specifically enumerated as countries whose citizens can obtain visa on arrival for the purpose of official duty, business, investment and tourism regardless of the Bangladeshi mission status:
| - 所有 欧盟 国家 \| - 巴林 - 加拿大 - 中國 - 冰島 - 日本 - 科威特 \| - 列支敦斯登 - 马来西亚 - 新西兰 - 挪威 - 阿曼 - 俄羅斯 \| - 沙烏地阿拉伯 - 新加坡 - 瑞士 - 美国 - 阿联酋 \| \| |                                                         |                                                |  |
| - 巴林 - 加拿大 - 中國 - 冰島 - 日本 - 科威特 | - 列支敦斯登 - 马来西亚 - 新西兰 - 挪威 - 阿曼 - 俄羅斯 | - 沙烏地阿拉伯 - 新加坡 - 瑞士 - 美国 - 阿联酋 |  |

根据IATA提供的数据，没有孟加拉国使团的所有其他国家的公民或从这些国家抵达的公民可以获得落地签证，最长停留时间为 30 天，除了以下24个国家（除非他们居住在没有孟加拉国代表处的国家)
| - 巴西 - 埃及 - 香港 - 印度 - 印度尼西亞 - 伊朗 - 伊拉克 | - 约旦 - 利比亞 - 模里西斯 - 墨西哥 - 摩洛哥 - 緬甸 - 尼泊尔 | - 巴基斯坦 - 菲律賓 - 南非 - 斯里蘭卡 - 泰國 - 土耳其 - 越南 |  |

以下国家的国民可以在进入孟加拉国时获得90天的落地签证： 
- 不丹
- 布吉納法索
- 刚果共和国
- 斐济
- 加彭
- 格瑞那達
- 几内亚
- 愛爾蘭
- 牙买加
- 賴索托
- 模里西斯
- 塞舌尔
- 圣基茨和尼维斯
- 萨摩亚
- 尚比亞

### Alternative visa policy information

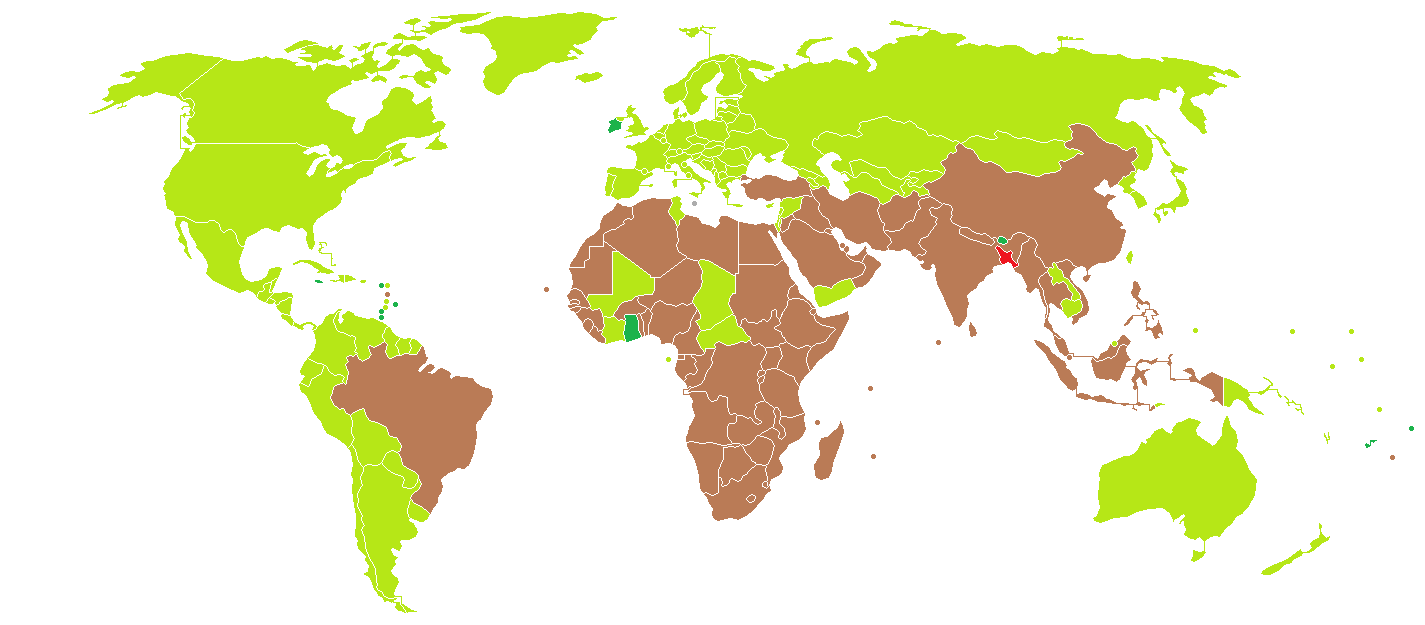
Visa policy of Bangladesh according to the Eligibility Test for Landing Permit (LP) of the Bangladesh Police

The Eligibility Test for Landing Permit (LP) provided by the Special Branch gives slightly different visa policy information.

## 免签证
一些孟加拉国驻外使领馆向非孟加拉国籍的国民的后代提供免签证待遇。这一待遇可以使旅行者无限期多次进入孟加拉国。

## 其他国家
除此之外的所有其他护照持有人均须向孟加拉国的使领馆申请签证。持以色列护照的人士不被允许进入孟加拉国，因为孟加拉国不承认以色列。

## 参看
- 孟加拉国护照